# Копьяпо (провинция)
Провинция Копьяпо  (исп. Provincia de Copiapó) — провинция в Чили в составе области Атакама. Административный центр — Копьяпо.
Включает в себя 3 коммуны.
Территория — 32 538,6 км². Численность населения — 185 618 жителей (2017). Плотность населения — 5,70 чел./км².
Административный центр — город Копьяпо.

## География
Провинция расположена в центральной части области Атакама.
Провинция граничит:
- на севере — провинция Чаньяраль
- на востоке — провинции Катамарка и Ла-Риоха (Аргентина)
- на юге — провинция Уаско
- на западе — Тихий океан

## Административное деление
Провинция включает в себя 3 коммуны:
- Копьяпо . Админ.центр — Копьяпо.
- Кальдера . Админ.центр — Кальдера.
- Тьерра-Амарилья . Админ.центр — Тьерра-Амарилья.

## Демография
Согласно сведениям, собранным в ходе переписи 2017 г. Национальным институтом статистики (INE),  население провинции составляет:
| Полное население                            | Полное население                            | Полное население                            | Полное население                            | Полное население                            | 185 618 |
| ------------------------------------------- | ------------------------------------------- | ------------------------------------------- | ------------------------------------------- | ------------------------------------------- | ------- |
| в том числе:                                | Городское население                         | 176 672                                     | Процент городского населения, %             | 95.18                                       |         |
|                                             | Сельское население                          | 8 946                                       | Процент сельского населения, %              | 4.82                                        |         |
|                                             | Мужское население                           | 93 517                                      | Процент мужского населения, %               | 50.38                                       |         |
|                                             | Женское население                           | 92 101                                      | Процент женского населения, %               | 49.62                                       |         |
| Плотность населения, чел/км²                | Плотность населения, чел/км²                | Плотность населения, чел/км²                | Плотность населения, чел/км²                | Плотность населения, чел/км²                | 5.70    |
| Население провинции в % к населению области | Население провинции в % к населению области | Население провинции в % к населению области | Население провинции в % к населению области | Население провинции в % к населению области | 64.86   |

| Динамика изменения населения провинции | Динамика изменения населения провинции | Динамика изменения населения провинции | Динамика изменения населения провинции |
| -------------------------------------- | -------------------------------------- | -------------------------------------- | -------------------------------------- |
| 1992                                   | 2002                                   | 2012                                   | 2017                                   |
| 124692                                 | 155713▲                                | 188323▲                                | 185618▼                                |

## Важнейшие населенные пункты[4]
| № | Населённый пункт | Населённый пункт (исп.) | Категория | Население чел. (2002) | На карте                        |
| - | ---------------- | ----------------------- | --------- | --------------------- | ------------------------------- |
| 1 | Копьяпо          | Copiapó                 | город     | 125 983               | 27°22′06″ ю. ш. 70°19′20″ з. д. |
| 2 | Кальдера         | Caldera                 | город     | 12 776                | 27°04′05″ ю. ш. 70°49′10″ з. д. |
| 3 | Тьерра-Амарилья  | Tierra Amarilla         | город     | 8578                  | 27°28′05″ ю. ш. 70°15′55″ з. д. |
| 4 | Лос-Лорос        | Los Loros               | поселок   | 1068                  | 27°49′53″ ю. ш. 70°06′30″ з. д. |
| 5 | Лорето           | Loreto                  | город     | 522                   | 27°04′45″ ю. ш. 70°50′21″ з. д. |